# 서산 보원사지 법인국사탑
서산 보원사지 법인국사탑(瑞山 普願寺址 法印國師塔)은 대한민국 충청남도 서산시에 위치한 보원사지에 있는, 고려시대의 승려 법인국사 탄문을 기리는 탑이다. 서산 보원사지 법인국사탑비가 함께 있다. 1963년 1월 21일 대한민국의 보물 제105호로 지정되었다.

## 개요
승려의 사리를 모셔놓은 탑은 사리탑 혹은 탑이라 하여 절의 한켠에 세워두며, 사리를 넣어두는 탑신(塔身)을 중심으로, 아래에는 이를 받쳐주는 기단부(基壇部)를 쌓고, 위로는 머리장식을 얹어둔다.
이 탑은 보원사(普願寺)터에 세워져있는 사리탑으로, 법인국사 탄문(坦文)의 사리를 모셔놓고 있다. 법인국사는 신라 말과 고려 초에 활약한 유명한 승려로, 광종 19년(968)에 왕사(王師), 974년에 국사(國師)가 되었고, 그 이듬해 이 곳 보원사에서 입적하였다. 978년에 왕이 ‘법인(法印)’이라 시호를 내리고, ‘보승(寶乘)’이라는 사리탑의 이름을 내렸다.
기단부는 아래받침돌을 8각으로 된 2개의 돌로 쌓았다. 밑돌에는 각 면마다 움푹하게 새긴 안상(眼象)안에 사자 한 마리씩을 도드라지게 조각하였고, 윗돌에는 구름속을 거니는 용의 모습을 사실적으로 표현하였으며 모서리마다 꽃이 새겨져 있다. 중간받침돌은 아무런 조각이 없는 8각의 배흘림기둥을 세웠으며, 윗받침돌은 윗면에 수직으로 새긴 난간조각이 특히 눈여겨볼 만하다. 탑신의 몸돌은 8각이며 각 모서리를 기둥처럼 새기고, 앞·뒷면에는 자물쇠가 달린 문짝모양을 새겨두었다. 그 양쪽에는 불교의 법을 지켜주는 사천왕(四天王)을 두었으며, 나머지 2면에는 높은 관을 쓴 인물상이 서있다. 지붕돌은 넓고 두꺼운데, 밑으로는 목조건축에서와 같은 서까래가 표현되어 있고, 윗면은 가파른 경사를 표현하였다. 각 모서리 선은 뚜렷하며, 끝에는 꽃조각을 하였으나 거의 남아있지 않다.
탑의 꼭대기에는 머리장식으로 큼직한 연꽃이 조각된 복발(覆鉢:엎어놓은 그릇모양의 장식)위로, 굽이 달려있는 3개의 보륜(寶輪:바퀴모양의 장식)이 차례로 놓여 있다.
이 탑은 법인이 입적한 해인 975년과 탑비(보물 제106호)를 세운 978년 사이에 세워진 것으로 여겨진다.
전체적으로 8각의 기본양식을 잘 갖추고 있으며, 몸돌에서 보이는 여러 무늬와 지붕돌의 귀꽃조각 등은 고려 전기의 시대성을 그대로 보여주고 있다.

## 사진

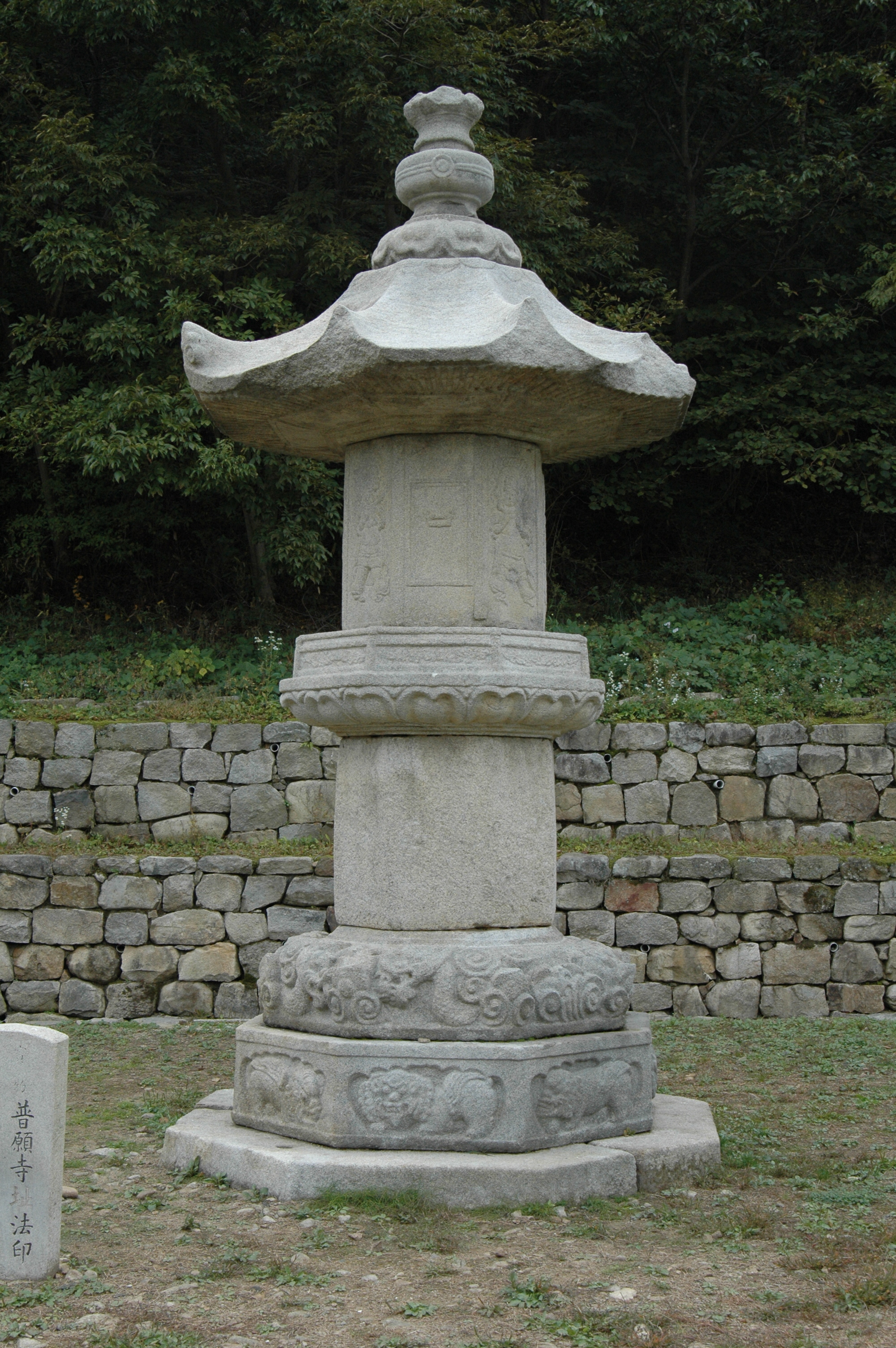

## 같이 보기
- 탄문
- 서산 보원사지 - 사적 제316호
- 서산 보원사지 법인국사탑비 - 보물 제106호

## 참고 자료
- 서산 보원사지 법인국사탑 - 국가유산청 국가유산포털